# Kayfabe

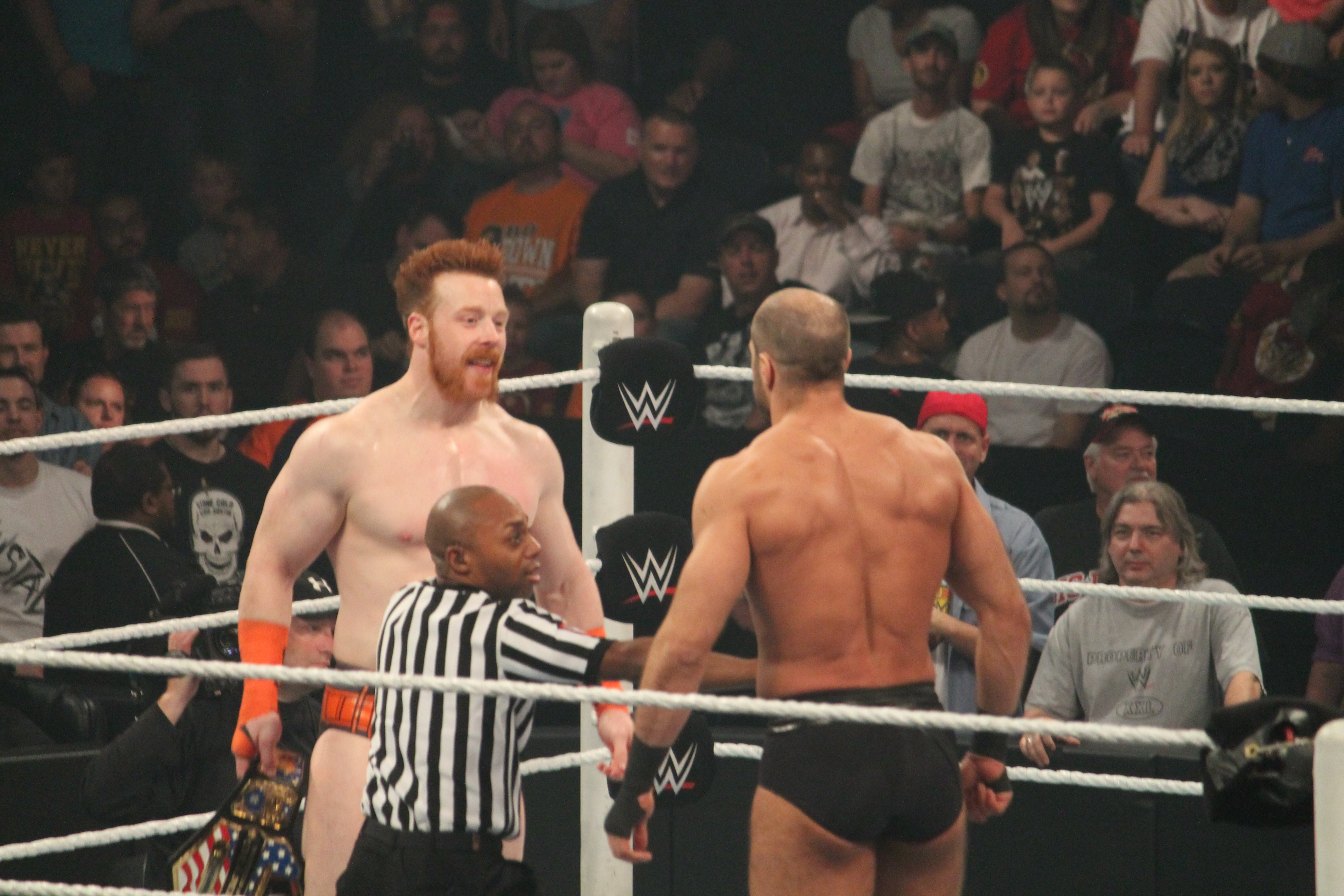
Lutadores discutindo em kayfabe (Sheamus à esquerda e Cesaro à direita)

No wrestling profissional, kayfabe (pronunciado KAY-fayb; IPA: ['keɪfeɪb]) refere-se ao fato dos acontecimentos que ocorrem nos eventos não são reais, mas na verdade interpretados (worked). 
Referir-se a um evento como kayfabe significa que é um evento interpretado, e/ou parte de uma storyline de wrestling, também servindo para aplicar mais fatos na Gimmick do wrestler. Em termos relativos, um wrestler quebrar a kayfabe durante um show seria como um ator quebrar a personagem em frente às câmeras.
Um exemplo é Kane e Undertaker na WWE que interpretam sendo, os dois, meio irmãos um do outro, mas na vida real não existe nenhum parentesco real.